# Deuxième district congressionnel du Nouveau-Mexique
Le 2e district congressionnel du Nouveau-Mexique dessert la moitié sud du Nouveau-Mexique, y compris Las Cruces, et le quart sud d'Albuquerque. Il est actuellement représenté par le Démocrate Gabe Vasquez.

## Histoire
Historiquement, le district a une tendance plus républicaine que les deux autres districts du Nouveau-Mexique, en particulier lors des élections présidentielles. Lors des élections de 2020, la candidate républicaine Yvette Herrell a battu la Représentant Démocrate Xochitl Torres Small lors d'une revanche de leur course en 2018. Herrell est la troisième femme autochtone élue au Congrès et elle a pris ses fonctions le 3 janvier 2021. À la suite du recensement de 2020, chaque membre de l'État a subi un redécoupage « pour garantir que chaque district ait une variété d'électeurs reflétant mieux la diversité des intérêts du Nouveau-Mexique dans son ensemble. » Ce district est devenu beaucoup plus démocrate, car il a gagné davantage d'Albuquerque tout en perdant. certaines zones fortement républicaines dans la partie orientale de l'État. Avec une marge serrée, le challenger démocrate Gabe Vasquez a remporté les élections de mi-mandat de 2022. Néanmoins, avec un indice CPVI de D+1, c'est le district le moins démocrate du Nouveau-Mexique, un État doté d'une délégation entièrement Démocrate au Congrès.

## Historique de vote
Résultats selon les frontières identiques (depuis 2023) :
| Année | Poste      | Résultats                     |
| ----- | ---------- | ----------------------------- |
| 2016  | Président  | Clinton 47,6 % – 41,5 %       |
| 2018  | Gouverneur | Lujan Grisham 55,4 % - 44,6 % |
| 2018  | Sénat      | Heinrich 52,9 % - 32,7 %      |
| 2020  | Président  | Biden 51,9 % - 46,0 %         |
| 2020  | Sénat      | Luján 50,2 %- 47,0 %          |

Résultats selon les anciennes frontières (2013 - 2023) :
| Année | Poste      | Résultats                 |
| ----- | ---------- | ------------------------- |
| 2008  | Président  | McCain 50,0 % - 48,0 %    |
| 2012  | Président  | Romney 52,0 % - 45,0 %    |
| 2016  | Président  | Trump 50,0 % – 40,0 %     |
| 2018  | Gouverneur | Pearce 53,0 % - 47,0 %    |
| 2018  | Sénat      | Heinrich 46,0 % - 40,0 %  |
| 2020  | Président  | Trump 55,0 % - 43,0 %     |
| 2020  | Sénat      | Ronchetti 55,0 % - 42,0 % |

Résultats selon les anciennes frontières (2003 - 2013) :
| Année | Poste     | Résultats              |
| ----- | --------- | ---------------------- |
| 2000  | Président | Bush 54,0 % - 43,0 %   |
| 2004  | Président | Bush 58,0 % - 41,0 %   |
| 2008  | Président | McCain 50,0 % - 49,0 % |

## Liste des Représentants du district
| Membre                             | Parti       | Années                          | Congrès     | Histoire éléctorale | Zone géographique |
| ---------------------------------- | ----------- | ------------------------------- | ----------- | --- | --- |
| District établit le 3 janvier 1969 |             |                                 |             | | |
| Ed Foreman (en)                    | Républicain | 3 janvier 1969 - 3 janvier 1971 | 91e         | Élu en 1968. Perd sa réélection. | 1969–1983 Catron, Chaves, Curry, De Baca, Doña Ana, Eddy, Grant, Hidalgo, Lea, Lincoln, Luna, McKinley, Otero, Roosevelt, San Juan, Sierra, Socorro et Valencia               |
| Harold Runnels (en)                | Démocrate   | 3 janvier 1971 - 5 août 1980    | 92e - 96e   | Élu en 1970. Réélu en 1972. Réélu en 1974. Réélu en 1976. Réélu en 1978. Décès.                                                                                             | 1969–1983 Catron, Chaves, Curry, De Baca, Doña Ana, Eddy, Grant, Hidalgo, Lea, Lincoln, Luna, McKinley, Otero, Roosevelt, San Juan, Sierra, Socorro et Valencia               |
| Vacant                             | Vacant      | 5 août 1980 - 3 janvier 1981    | 96e         | | 1969–1983 Catron, Chaves, Curry, De Baca, Doña Ana, Eddy, Grant, Hidalgo, Lea, Lincoln, Luna, McKinley, Otero, Roosevelt, San Juan, Sierra, Socorro et Valencia               |
| Joe Skeen                          | Républicain | 3 janvier 1981 - 3 janvier 2003 | 97e - 107e  | Élu en 1980. Réélu en 1982. Réélu en 1984. Réélu en 1986. Réélu en 1988. Réélu en 1990. Réélu en 1992. Réélu en 1994. Réélu en 1996. Réélu en 1998. Réélu en 2000. Retrait. | 1969–1983 Catron, Chaves, Curry, De Baca, Doña Ana, Eddy, Grant, Hidalgo, Lea, Lincoln, Luna, McKinley, Otero, Roosevelt, San Juan, Sierra, Socorro et Valencia               |
| Joe Skeen                          | Républicain | 3 janvier 1981 - 3 janvier 2003 | 97e - 107e  | Élu en 1980. Réélu en 1982. Réélu en 1984. Réélu en 1986. Réélu en 1988. Réélu en 1990. Réélu en 1992. Réélu en 1994. Réélu en 1996. Réélu en 1998. Réélu en 2000. Retrait. | 1983–1993 |
| Joe Skeen                          | Républicain | 3 janvier 1981 - 3 janvier 2003 | 97e - 107e  | Élu en 1980. Réélu en 1982. Réélu en 1984. Réélu en 1986. Réélu en 1988. Réélu en 1990. Réélu en 1992. Réélu en 1994. Réélu en 1996. Réélu en 1998. Réélu en 2000. Retrait. | 1993–2003 Bernalillo, Catron, Chaves, Cibola, De Baca, Doña Ana, Eddy, Grant, Guadalupe, Hidalgo, Lea, Lincoln, Luna,Otero, Sierra, Socorro et Valencia                       |
| Steve Pearce                       | Républicain | 3 janvier 2003 - 3 janvier 2009 | 108e - 110e | Élu en 2002. Réélu en 2004. Réélu en 2006. Retrait pour se présenter comme Sénateur des États-Unis.                                                                         | 2003–2013 Bernalillo, Catron, Chaves, Cibola, De Baca, Doña Ana, Eddy, Grant, Guadalupe, Hidalgo, Lea, Lincoln, Luna, McKinley, Otero, Sierra, Socorro et Valencia            |
| Harry Teague (en)                  | Démocrate   | 3 janvier 2009 - 3 janvier 2011 | 111e        | Élu en 2008. Perd sa réélection. | 2003–2013 Bernalillo, Catron, Chaves, Cibola, De Baca, Doña Ana, Eddy, Grant, Guadalupe, Hidalgo, Lea, Lincoln, Luna, McKinley, Otero, Sierra, Socorro et Valencia            |
| Steve Pearce                       | Républicain | 3 janvier 2011 - 3 janvier 2019 | 112e - 115e | Élu en 2010. Réélu en 2012. Réélu en 2014. Réélu en 2016. Retrait pour se présenter comme Gouverneur du Nouveau-Mexique.                                                    | 2003–2013 Bernalillo, Catron, Chaves, Cibola, De Baca, Doña Ana, Eddy, Grant, Guadalupe, Hidalgo, Lea, Lincoln, Luna, McKinley, Otero, Sierra, Socorro et Valencia            |
| Steve Pearce                       | Républicain | 3 janvier 2011 - 3 janvier 2019 | 112e - 115e | Élu en 2010. Réélu en 2012. Réélu en 2014. Réélu en 2016. Retrait pour se présenter comme Gouverneur du Nouveau-Mexique.                                                    | 2013–2023 Bernalillo, Catron, Chaves, Cibola, De Baca, Doña Ana, Eddy, Grant, Guadalupe, Hidalgo, Lea, Lincoln, Luna, McKinley, Otero, Roosevelt, Sierra, Socorro et Valencia |
| Xochitl Torres Small               | Démocrate   | 3 janvier 2019 - 3 janvier 2021 | 116e        | Élue en 2018. Perd sa réélection. | |
| Yvette Herrell                     | Républicain | 3 janvier 2021 - 3 janvier 2023 | 117e        | Élue en 2020. Perd sa réélection. | |
| Gabe Vasquez                       | Démocrate   | 3 janvier 2023 - Présent        | 118e        | Élu en 2022. | 2023–Présent Bernalillo, Catron, Cibola, Doña Ana, Eddy, Grant, Hidalgo, Lea, Lincoln, Luna, McKinley, Otero, Sierra, Socorro et Valencia                                     |

## Résultats des récentes élections
Voici les résultats des dix précédents cycles électoraux dans le district.

### 2004
| Élection de 2004 du 2e district congressionnel du Nouveau-Mexique | Élection de 2004 du 2e district congressionnel du Nouveau-Mexique | Élection de 2004 du 2e district congressionnel du Nouveau-Mexique | Élection de 2004 du 2e district congressionnel du Nouveau-Mexique | Élection de 2004 du 2e district congressionnel du Nouveau-Mexique |
| ----------------------------------------------------------------- | ----------------------------------------------------------------- | ----------------------------------------------------------------- | ----------------------------------------------------------------- | ----------------------------------------------------------------- |
| Parti                                                             | Parti                                                             | Candidat                                                          | Votes                                                             | %                                                                 |
|                                                                   | Républicain                                                       | Steve Pearce (sortant)                                            | 130 498                                                           | 60,20                                                             |
|                                                                   | Démocrate                                                         | Gary King                                                         | 86 292                                                            | 39,80                                                             |
| Total des votes                                                   | Total des votes                                                   | Total des votes                                                   | 216 790                                                           | 100%                                                              |
|                                                                   | Les Républicains conservent                                       |                                                                   |                                                                   |                                                                   |

### 2006
| Élection de 2006 du 2e district congressionnel du Nouveau-Mexique | Élection de 2006 du 2e district congressionnel du Nouveau-Mexique | Élection de 2006 du 2e district congressionnel du Nouveau-Mexique | Élection de 2006 du 2e district congressionnel du Nouveau-Mexique | Élection de 2006 du 2e district congressionnel du Nouveau-Mexique |
| ----------------------------------------------------------------- | ----------------------------------------------------------------- | ----------------------------------------------------------------- | ----------------------------------------------------------------- | ----------------------------------------------------------------- |
| Parti                                                             | Parti                                                             | Candidat                                                          | Votes                                                             | %                                                                 |
|                                                                   | Républicain                                                       | Steve Pearce (sortant)                                            | 92 620                                                            | 59,42                                                             |
|                                                                   | Démocrate                                                         | Albert Kissling                                                   | 63 119                                                            | 40,49                                                             |
|                                                                   | Démocrate                                                         | C. Dean Burk (write-in)                                           | 135                                                               | 0,09                                                              |
| Total des votes                                                   | Total des votes                                                   | Total des votes                                                   | 155 874                                                           | 100%                                                              |
|                                                                   | Les Républicains conservent                                       |                                                                   |                                                                   |                                                                   |

### 2008
| Élection de 2008 du 2e district congressionnel du Nouveau-Mexique | Élection de 2008 du 2e district congressionnel du Nouveau-Mexique | Élection de 2008 du 2e district congressionnel du Nouveau-Mexique | Élection de 2008 du 2e district congressionnel du Nouveau-Mexique | Élection de 2008 du 2e district congressionnel du Nouveau-Mexique |
| ----------------------------------------------------------------- | ----------------------------------------------------------------- | ----------------------------------------------------------------- | ----------------------------------------------------------------- | ----------------------------------------------------------------- |
| Parti                                                             | Parti                                                             | Candidat                                                          | Votes                                                             | %                                                                 |
|                                                                   | Démocrate                                                         | Harry Teague (en)                                                 | 129 572                                                           | 55,96                                                             |
|                                                                   | Républicain                                                       | Edward R. Tinsley                                                 | 101 9980                                                          | 44,04                                                             |
| Total des votes                                                   | Total des votes                                                   | Total des votes                                                   | 231 552                                                           | 100%                                                              |
|                                                                   | Les Démocrates prennent aux Républicains                          |                                                                   |                                                                   |                                                                   |

### 2010
| Élection de 2010 du 2e district congressionnel du Nouveau-Mexique | Élection de 2010 du 2e district congressionnel du Nouveau-Mexique | Élection de 2010 du 2e district congressionnel du Nouveau-Mexique | Élection de 2010 du 2e district congressionnel du Nouveau-Mexique | Élection de 2010 du 2e district congressionnel du Nouveau-Mexique |
| ----------------------------------------------------------------- | ----------------------------------------------------------------- | ----------------------------------------------------------------- | ----------------------------------------------------------------- | ----------------------------------------------------------------- |
| Parti                                                             | Parti                                                             | Candidat                                                          | Votes                                                             | %                                                                 |
|                                                                   | Républicain                                                       | Steve Pearce                                                      | 94 053                                                            | 55,40                                                             |
|                                                                   | Démocrate                                                         | Harry Teague (en)                                                 | 75 709                                                            | 44,60                                                             |
| Total des votes                                                   | Total des votes                                                   | Total des votes                                                   | 169 762                                                           | 100%                                                              |
|                                                                   | Les Républicains prennent aux Démocrates                          |                                                                   |                                                                   |                                                                   |

### 2012
| Élection de 2012 du 2e district congressionnel du Nouveau-Mexique | Élection de 2012 du 2e district congressionnel du Nouveau-Mexique | Élection de 2012 du 2e district congressionnel du Nouveau-Mexique | Élection de 2012 du 2e district congressionnel du Nouveau-Mexique | Élection de 2012 du 2e district congressionnel du Nouveau-Mexique |
| ----------------------------------------------------------------- | ----------------------------------------------------------------- | ----------------------------------------------------------------- | ----------------------------------------------------------------- | ----------------------------------------------------------------- |
| Parti                                                             | Parti                                                             | Candidat                                                          | Votes                                                             | %                                                                 |
|                                                                   | Républicain                                                       | Steve Pearce (sortant)                                            | 133 180                                                           | 59,06                                                             |
|                                                                   | Démocrate                                                         | Evelyn Madrid Erhard                                              | 92 162                                                            | 40,87                                                             |
|                                                                   | Indépendant                                                       | Jack A. McGrann (write-in)                                        | 173                                                               | 0,09                                                              |
| Total des votes                                                   | Total des votes                                                   | Total des votes                                                   | 225 515                                                           | 100%                                                              |
|                                                                   | Les Républicains conservent                                       |                                                                   |                                                                   |                                                                   |

### 2014
| Élection de 2014 du 2e district congressionnel du Nouveau-Mexique | Élection de 2014 du 2e district congressionnel du Nouveau-Mexique | Élection de 2014 du 2e district congressionnel du Nouveau-Mexique | Élection de 2014 du 2e district congressionnel du Nouveau-Mexique | Élection de 2014 du 2e district congressionnel du Nouveau-Mexique |
| ----------------------------------------------------------------- | ----------------------------------------------------------------- | ----------------------------------------------------------------- | ----------------------------------------------------------------- | ----------------------------------------------------------------- |
| Parti                                                             | Parti                                                             | Candidat                                                          | Votes                                                             | %                                                                 |
|                                                                   | Républicain                                                       | Steve Pearce (sortant)                                            | 95 209                                                            | 64,43                                                             |
|                                                                   | Démocrate                                                         | Rocky Lara                                                        | 52 499                                                            | 35,52                                                             |
|                                                                   | Indépendant                                                       | Jack McGrann                                                      | 69                                                                | 0,05                                                              |
| Total des votes                                                   | Total des votes                                                   | Total des votes                                                   | 147 777                                                           | 100%                                                              |
|                                                                   | Les Républicains conservent                                       |                                                                   |                                                                   |                                                                   |

### 2016
| Élection de 2016 du 2e district congressionnel du Nouveau-Mexique | Élection de 2016 du 2e district congressionnel du Nouveau-Mexique | Élection de 2016 du 2e district congressionnel du Nouveau-Mexique | Élection de 2016 du 2e district congressionnel du Nouveau-Mexique | Élection de 2016 du 2e district congressionnel du Nouveau-Mexique |
| ----------------------------------------------------------------- | ----------------------------------------------------------------- | ----------------------------------------------------------------- | ----------------------------------------------------------------- | ----------------------------------------------------------------- |
| Parti                                                             | Parti                                                             | Candidat                                                          | Votes                                                             | %                                                                 |
|                                                                   | Républicain                                                       | Steve Pearce (sortant)                                            | 143 514                                                           | 62,72                                                             |
|                                                                   | Démocrate                                                         | Merrie Lee Soules                                                 | 85 232                                                            | 37,25                                                             |
|                                                                   | Indépendant                                                       | Jack McGrann (write-in)                                           | 70                                                                | 0,03                                                              |
| Total des votes                                                   | Total des votes                                                   | Total des votes                                                   | 228 816                                                           | 100%                                                              |
|                                                                   | Les Républicains conservent                                       |                                                                   |                                                                   |                                                                   |

### 2018
| Élection de 2018 du 2e district congressionnel du Nouveau-Mexique | Élection de 2018 du 2e district congressionnel du Nouveau-Mexique | Élection de 2018 du 2e district congressionnel du Nouveau-Mexique | Élection de 2018 du 2e district congressionnel du Nouveau-Mexique | Élection de 2018 du 2e district congressionnel du Nouveau-Mexique |
| ----------------------------------------------------------------- | ----------------------------------------------------------------- | ----------------------------------------------------------------- | ----------------------------------------------------------------- | ----------------------------------------------------------------- |
| Parti                                                             | Parti                                                             | Candidat                                                          | Votes                                                             | %                                                                 |
|                                                                   | Démocrate                                                         | Xochitl Torres Small                                              | 101 489                                                           | 50,90                                                             |
|                                                                   | Républicain                                                       | Yvette Herrell                                                    | 97 767                                                            | 49,10                                                             |
| Total des votes                                                   | Total des votes                                                   | Total des votes                                                   | 199 256                                                           | 100%                                                              |
|                                                                   | Les Démocrates prennent aux Républicains                          |                                                                   |                                                                   |                                                                   |

### 2020
| Élection de 2020 du 2e district congressionnel du Nouveau-Mexique | Élection de 2020 du 2e district congressionnel du Nouveau-Mexique | Élection de 2020 du 2e district congressionnel du Nouveau-Mexique | Élection de 2020 du 2e district congressionnel du Nouveau-Mexique | Élection de 2020 du 2e district congressionnel du Nouveau-Mexique |
| ----------------------------------------------------------------- | ----------------------------------------------------------------- | ----------------------------------------------------------------- | ----------------------------------------------------------------- | ----------------------------------------------------------------- |
| Parti                                                             | Parti                                                             | Candidat                                                          | Votes                                                             | %                                                                 |
|                                                                   | Républicain                                                       | Yvette Herrell                                                    | 142 169                                                           | 53,75                                                             |
|                                                                   | Démocrate                                                         | Xochitl Torres Small (sortante)                                   | 122 314                                                           | 46,25                                                             |
| Total des votes                                                   | Total des votes                                                   | Total des votes                                                   | 264 483                                                           | 100%                                                              |
|                                                                   | Les Républicains prennent aux Démocrates                          |                                                                   |                                                                   |                                                                   |

### 2022
| Primaire Républicaine de 2022 du 2e district congressionnel du Nouveau-Mexique | Primaire Républicaine de 2022 du 2e district congressionnel du Nouveau-Mexique | Primaire Républicaine de 2022 du 2e district congressionnel du Nouveau-Mexique | Primaire Républicaine de 2022 du 2e district congressionnel du Nouveau-Mexique | Primaire Républicaine de 2022 du 2e district congressionnel du Nouveau-Mexique |
| ------------------------------------------------------------------------------ | ------------------------------------------------------------------------------ | ------------------------------------------------------------------------------ | ------------------------------------------------------------------------------ | ------------------------------------------------------------------------------ |
| Parti                                                                          | Parti                                                                          | Candidat                                                                       | Votes                                                                          | %                                                                              |
|                                                                                | Républicain                                                                    | Yvette Herrell (sortante)                                                      | 28 623                                                                         | 100%                                                                           |

| Primaire Démocrate de 2022 du 2e district congressionnel du Nouveau-Mexique | Primaire Démocrate de 2022 du 2e district congressionnel du Nouveau-Mexique | Primaire Démocrate de 2022 du 2e district congressionnel du Nouveau-Mexique | Primaire Démocrate de 2022 du 2e district congressionnel du Nouveau-Mexique | Primaire Démocrate de 2022 du 2e district congressionnel du Nouveau-Mexique |
| --------------------------------------------------------------------------- | --------------------------------------------------------------------------- | --------------------------------------------------------------------------- | --------------------------------------------------------------------------- | --------------------------------------------------------------------------- |
| Parti                                                                       | Parti                                                                       | Candidat                                                                    | Votes                                                                       | %                                                                           |
|                                                                             | Démocrate                                                                   | Gabe Vasquez                                                                | 24 009                                                                      | 76,1                                                                        |
|                                                                             | Démocrate                                                                   | Darshan Patel                                                               | 7534                                                                        | 23,9                                                                        |

| Élection de 2022 du 2e district congressionnel du Nouveau-Mexique | Élection de 2022 du 2e district congressionnel du Nouveau-Mexique | Élection de 2022 du 2e district congressionnel du Nouveau-Mexique | Élection de 2022 du 2e district congressionnel du Nouveau-Mexique | Élection de 2022 du 2e district congressionnel du Nouveau-Mexique |
| ----------------------------------------------------------------- | ----------------------------------------------------------------- | ----------------------------------------------------------------- | ----------------------------------------------------------------- | ----------------------------------------------------------------- |
| Parti                                                             | Parti                                                             | Candidat                                                          | Votes                                                             | %                                                                 |
|                                                                   | Démocrate                                                         | Gabe Vasquez                                                      | 96 986                                                            | 50,3                                                              |
|                                                                   | Républicain                                                       | Yvette Herrell (sortante)                                         | 95 636                                                            | 49,6                                                              |
|                                                                   | Write-In                                                          | Eliseo Luna                                                       | 51                                                                | 0,0                                                               |
| Total des votes                                                   | Total des votes                                                   | Total des votes                                                   | 192 673                                                           | 100%                                                              |
|                                                                   | Les Démocrates prennent aux Républicains                          |                                                                   |                                                                   |                                                                   |

### 2024
| Primaire Républicaine de 2024 du 2e district congressionnel du Nouveau-Mexique | Primaire Républicaine de 2024 du 2e district congressionnel du Nouveau-Mexique | Primaire Républicaine de 2024 du 2e district congressionnel du Nouveau-Mexique | Primaire Républicaine de 2024 du 2e district congressionnel du Nouveau-Mexique | Primaire Républicaine de 2024 du 2e district congressionnel du Nouveau-Mexique |
| ------------------------------------------------------------------------------ | ------------------------------------------------------------------------------ | ------------------------------------------------------------------------------ | ------------------------------------------------------------------------------ | ------------------------------------------------------------------------------ |
| Parti                                                                          | Parti                                                                          | Candidat                                                                       | Votes                                                                          | %                                                                              |
|                                                                                | Républicain                                                                    | Yvette Herrell                                                                 | 23 216                                                                         | 100%                                                                           |

| Primaire Démocrate de 2024 du 2e district congressionnel du Nouveau-Mexique | Primaire Démocrate de 2024 du 2e district congressionnel du Nouveau-Mexique | Primaire Démocrate de 2024 du 2e district congressionnel du Nouveau-Mexique | Primaire Démocrate de 2024 du 2e district congressionnel du Nouveau-Mexique | Primaire Démocrate de 2024 du 2e district congressionnel du Nouveau-Mexique |
| --------------------------------------------------------------------------- | --------------------------------------------------------------------------- | --------------------------------------------------------------------------- | --------------------------------------------------------------------------- | --------------------------------------------------------------------------- |
| Parti                                                                       | Parti                                                                       | Candidat                                                                    | Votes                                                                       | %                                                                           |
|                                                                             | Démocrate                                                                   | Gabe Vasquez (sortant)                                                      | 29 613                                                                      | 100%                                                                        |

| Élection de 2024 du 2e district congressionnel du Nouveau-Mexique | Élection de 2024 du 2e district congressionnel du Nouveau-Mexique | Élection de 2024 du 2e district congressionnel du Nouveau-Mexique | Élection de 2024 du 2e district congressionnel du Nouveau-Mexique | Élection de 2024 du 2e district congressionnel du Nouveau-Mexique |
| ----------------------------------------------------------------- | ----------------------------------------------------------------- | ----------------------------------------------------------------- | ----------------------------------------------------------------- | ----------------------------------------------------------------- |
| Parti                                                             | Parti                                                             | Candidat                                                          | Votes                                                             | %                                                                 |
|                                                                   | Démocrate                                                         | Gabe Vasquez (sortant)                                            | TBD                                                               | TBD                                                               |
|                                                                   | Républicain                                                       | Yvette Herrell                                                    | TBD                                                               | TBD                                                               |
| Total des votes                                                   | Total des votes                                                   | Total des votes                                                   | TBD                                                               | 100%                                                              |
|                                                                   |                                                                   |                                                                   |                                                                   |                                                                   |